# Пшемысль-Главный
Пшемысль-Главный (пол. Przemyśl Główny) — пассажирская и грузовая железнодорожная станция в городе Пшемысль, в Подкарпатском воеводстве Польши. Имеет 5 платформ и 9 путей. Относится по классификации к категории C, т.е. обслуживает от 300 тысяч до 1 миллиона пассажиров ежегодно.
Станция была построена под названием «Пшемысль» (пол. Przemyśl) на линии Галицкой железной дороги имени Карла Людвига (Краков — Тарнув — Жешув — Пшемысль — Львов — Красное — Тернополь — Подволочиск) в 1860 году, когда город Пшемысль был в составе Королевства Галиции и Лодомерии.

Нынешнее название станция носит с 1947 года.

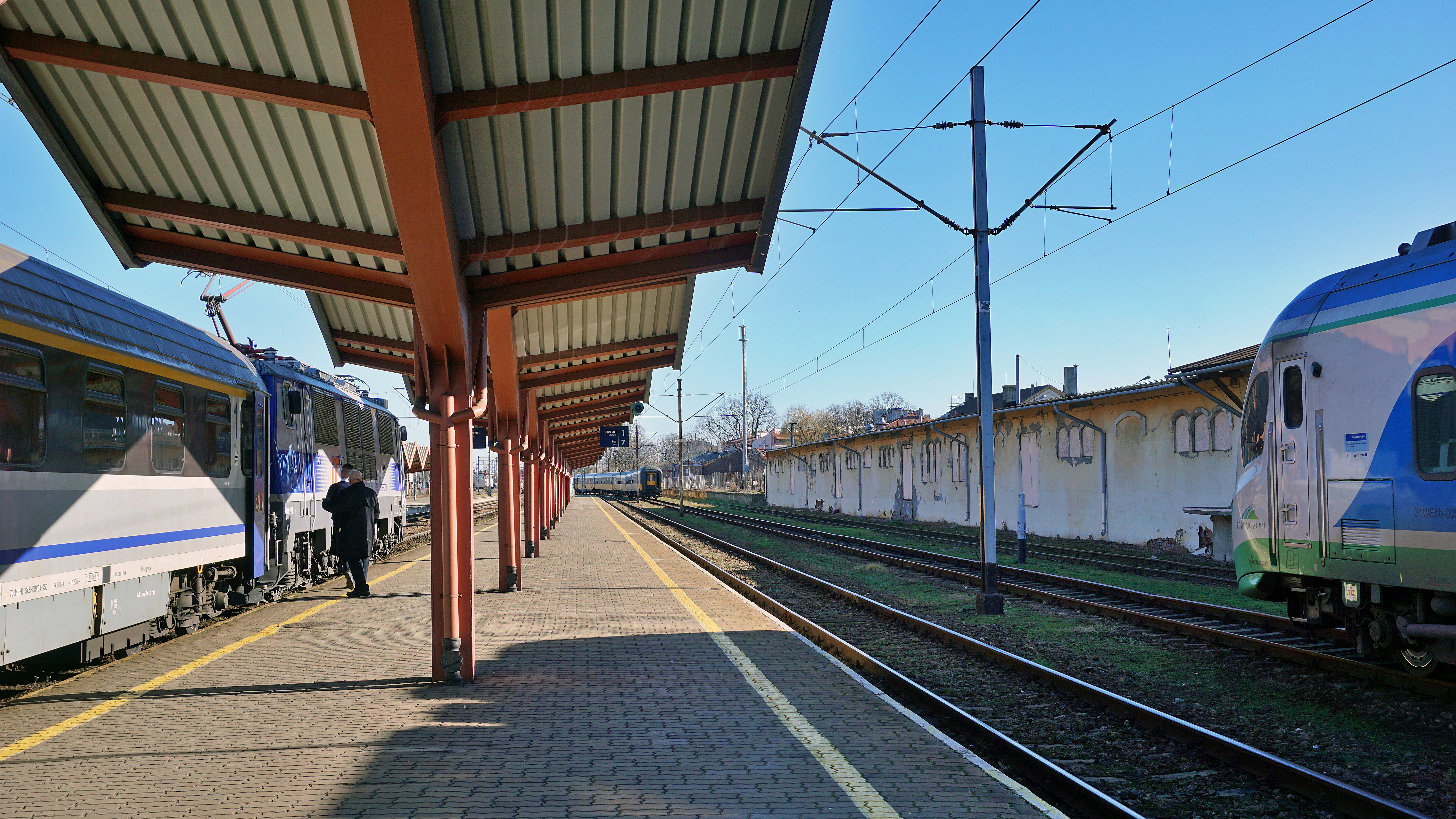
Вид на запад в сторону Медыка.
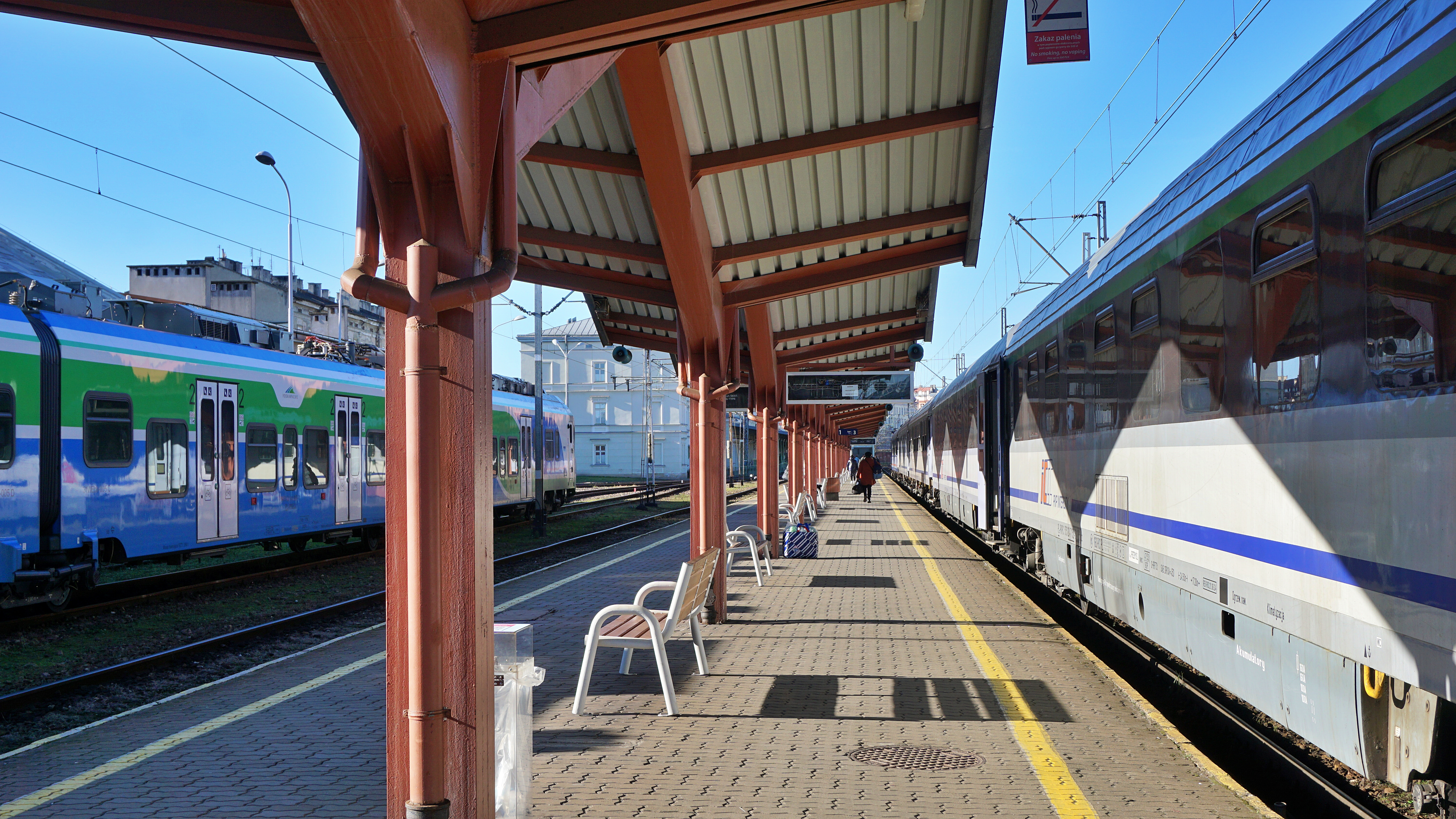
Вид на запад в сторону Жешув.